# ATI
ATI Technologies U.L.C. je najveći kanadski proizvođač grafičkih kartica, chipseta za matične ploče i grafičkih procesora. Tvrtka je osnovana 1985., u listopadu 2006. kupio ih je američki proizvođač mikroprocesora AMD.

## Proizvodi
U 2000-im ATI je najpoznatiji po svojoj seriji Radeon grafičkih kartica.

## Vanjske poveznice
- Službene web stranice ATI-ja
- Povijest ATI-ja  Arhivirana inačica izvorne stranice od 20. prosinca 2010. (Wayback Machine)
- Zgrada ATI-ja na servisu Google Maps